# Тихий Олексій Іванович
Оле́кса (Олексі́й) Іва́нович Ти́хий (27 січня 1927, хутір Іжевка, Костянтинівський район, Артемівська округа, Україна — 6 травня 1984, тюремна лікарня у м. Перм) — український дисидент, правозахисник, учитель, мовознавець-аматор, член-засновник Української гельсінської групи. Виступав на захист української мови і проти зросійщення Донбасу. Помер в ув'язненні.

## Життєпис
Закінчив філософський факультет Московського університету.
У 1948 році вперше засуджений військовим трибуналом Сталінської (тепер Донецької) області за критику кандидата в депутати на 5 років позбавлення волі, але військовий трибунал Міністерства внутрішніх справ Українського округу замінив покарання на умовне.
У 1950-53 роках працював учителем логіки і психології у Новокостянтинівській семирічній школі Приазовського району Запорізької області. У 1953-54 роках працював учителем історії у селі Рубці (нинішнє село Рубці Лиманського району Донецької області — нове, сюди переселили старе село у 1958 році). У 1954—1955 роках — вчитель історії в Олексієвській середній школі Костянтинівського району, у 1955—1957 рр. — завуч Олексієво-Дружківської середньої школи робітничої молоді (обидві — у нинішньому селищі Олексієво-Дружківка Донецької області).
Заарештований у лютому 1957 року за листа, надісланого до ВР УРСР із протестом проти введення військ Варшавського договору в Угорщину та проти зросійщення Донбасу. 18 квітня 1957 року на закритому засіданні Сталінського обласного суду (від 1961 р. — Донецького) на підставі ст. 54-10 ч. 1 Карного кодексу УРСР «за антирадянську агітацію та пропаганду» засуджений на 7 років таборів і 5 років позбавлення громадянських прав. Термін покарання відбував у потьминських таборах і Володимирській тюрмі.
Після звільнення 15 лютого 1964 року Тихий, не маючи можливості працювати вчителем за фахом (історія, суспільствознавство), до 1957 р. працював у школі робітничої молоді вчителем математики (викладав також фізику, астрономію і англійську мову), пізніше пальщиком, слюсарем, дефектоскопістом, пожежником. Водночас здійснював велику роботу з укладання книги «Мова-народ» (про роль мови у житті народу) і словника покручів української мови, розробив «метод навчання без школи» (за домашніми завданнями). У своїх публіцистичних творах виступав за відродження української мови та національної культури на Донеччині.
У січні 1972 року Тихий надіслав до редакції газети «Радянська Донеччина» статтю «Роздуми про українську мову та культуру в Донецькій області», а на початку 1973 року — до Президії Верховної Ради УРСР листа під назвою «Думки про рідний донецький край». У 1974 року написав нарис «Сільські проблеми», в яких виступив проти процесу русифікації та на захист української мови. У листопаді 1976 року Тихий разом з М. Руденком, О. Мешко, П. Григоренком, Л. Лук'яненком, О. Бердником та іншими виступив членом-засновником однієї з найперших правозахисних асоціацій — Української громадської групи сприяння виконанню Гельсінських угод і підписав перші документи УГГ — «Декларацію Української громадської групи сприяння виконанню Гельсінських угод» та «Меморандум № 1».
Літературна і правозахисна діяльність Тихого стала причиною його другого арешту на початку лютого 1977 року. Справу Тихого було об'єднано зі справою Голови УГГ, колишнього секретаря парткому Спілки письменників України М. Руденка. У червні-липні 1977 року під час судового процесу («процес по справі Руденка-Тихого») в м.Дружківка (Донецької області) Олексія Тихого було звинувачено в «антирадянській агітації і пропаганді» та у «незаконному зберіганні зброї» (було підкинуто гвинтівку). 21 липня 1977 року оголошено вирок: за ст. 62 ч.2 КК УРСР Тихого позбавлено волі на 10 років із засланням на 5 років та за ст. 222 ч. І — на 3 роки; остаточно — 10 років позбавлення волі у виправно-трудовій колонії особливого режиму з засланням на 5 років. Суд визнав його «винятково небезпечним рецидивістом». Місцем покарання був табір особливого режиму ЖХ-385/1, с. Сосновка в Мордовії, звідки його етапували до лікарні в м. Нижній Тагіл, а пізніше перевели у табір особливого режиму ВС-389/36 в селі Кучино Чусовського району Пермської області.
На захист Тихого виступила організація "Міжнародна амністія", а також визначні правозахисники Петро Григоренко, Андрій Сахаров, Левко Лук'яненко, Олександр Подрабінек та інші.
У березні 1980 року Тихого перевели у табір особливого режиму для політв'язнів у с. Кучино (Чусовський район Пермської області, Росія). Кілька разів оголошував голодування (найдовше — 52 дні). З 1981 року тяжко хворів. Помер 6 травня 1984 року в тюремній лікарні Пермі.
Постановою Пленуму Верховного суду УРСР від 7 грудня 1990 року вироки щодо Тихого скасовано і справу закрито «за відсутністю складу злочину».
19 листопада 1989 року тлінні останки Олекси Тихого, Василя Стуса та Юрія Литвина було перевезено з Пермі та Пермської області й перепоховано на Байковому кладовищі в Києві (ділянка № 33).

## Творча діяльність
Автор багатьох самвидавних праць, жодна з яких не була опублікована в СРСР до 1991 року. Підготував збірку висловлювань видатних людей про мову і її роль у житті народу «Мова-народ». Наприкінці 1976 року збірку рекомендовано Інститутом філософії АН УРСР до друку, але замість друку рукопис опинився в архівах КДБ. На суді влітку 1977 року проф. Ілля Стебун, зав. кафедрою української мови Донецького державного університету свідчив, що в книжці є «прихований антирадянський зміст». Олекса Тихий готував також словник слів-покручів в українській мові. Деякі праці Тихого було визнано антирадянською пропагандою і агітацією, що стало, побіч участі у Гельсінкській групі, причиною обвинувачення та суворого вироку суду.
У 1982 р. у США у видавництві «Смолоскип» вийшла книжка: «Олекса Тихий. Роздуми». Укладена Тихим книга «Мова — народ» опублікована видавництвом «Смолоскип» у Києві у 2007 році. Творчий доробок Тихого зібраний і опублікований, поряд із багатьма іншими документами, у першому томі двотомника «Олекса Тихий: думки про рідний донецький край». Другий том двотомника — «Олекса Тихий: у спогадах, роздумах, літературі» .

## Творча спадщина
- Мова — народ: Висловлювання про мову та її значення в житті народу / Упоряд. О.Тихий ; [Післямова О. Зінкевича]. — К. : Смолоскип, 2007. — 414, [1] с. : табл. — Імен. покажч.: с. 407—414.
- Тихий Олекса Іванович. Мова народу, доля людини: (пед. роздуми) / Олекса Тихий ; упоряд. Людмила Огнєва. — Дніпро: Всеукр. культур.-освіт. Асоц. гуман. педагогіки, 2018. — 154 с.: портр. — (Антологія гуманної педагогіки — Класична педагогічна спадщина України)
- Олекса Тихий. Словник мовних покручів / Олекса Тихий ; [упоряд. і ред. В. Овсієнко]. — Донецьк: Т-во ім. О. Тихого, 2009. — 107 с. : портр.
- Олекса Тихий [Текст]: [статті, листи, матеріали суд. справ, док. про діяльн.]: [у 2 т.] . — Донецьк: Донеччина, 2012. — Т. 1 : Олекса Тихий: думки про рідний Донецький край / [упорядкув.: Овсієнко В. В. та ін.]. — 2012. — 415, [24] с. : фотогр.
- Олекса Тихий [Текст]: [статті, листи, матеріали суд. справ, док. про діяльність]: [у 2 т.] . — Донецьк: Донеччина, 2012. — Т. 2 : Олекса Тихий: у спогадах, роздумах, літературі / [упоряд.: В. В. Овсієнко та ін.]. — 2012. — 367 с.

## Життєва позиція
Тихий Олексій Іванович:
| Сьогодні думаю: - 1) Я – українець. Не лише індивід, наділений певною подобою, умінням ходити на двох кінцівках, даром членороздільної мови, даром творити та споживати матеріальні блага. Я громадянин СРСР, і як "советский человек", і, передусім, як українець, я – "громадянин світу", не як безбатченко-космополіт, а як українець... Люблю свою Донеччину. Її степи, байраки, лісосмуги, терикони. Люблю і її людей, невтомних трударів землі, заводів, фабрик, шахт. Любив завжди, люблю і сьогодні, як мені здається, в годину негоди, асиміляції, байдужості моїх земляків-українців до національної культури, навіть до рідної мови... - 2) Я – для того, щоб жив мій народ, щоб підносилась його культура, щоб голос мого народу достойно вів свою партію в багатоголосому хорі світової культури. Я – для того, щоб мої земляки-донбасівці давали не лише вугілля, сталь, прокат, машини, пшеницю, молоко та яйця. Для того, щоб моя Донеччина давала не тільки уболівальників футболу, учених-безбатченків, російськомовних інженерів, агрономів, лікарів, учителів, а й українських спеціалістів-патріотів, українських письменників, українських композиторів та акторів. - 3) Я, очевидно, поганий патріот, слабодуха людина, бо, бачачи кривди рідного народу, примітивізм життя людей, усвідомлюючи гіркі наслідки сучасного навчання й виховання дітей, випадання з кола культурного розвитку мільйонів моїх одноплемінців, задовольняюся ситістю, маніловськими мріями, крихтами культури тільки для себе. І не маю ні мужності, ні волі активно боротися за розквіт національної культури на Донеччині, за прийдешнє. Не біда, а вина кожного інтелігента, кожного, хто здобув вищу освіту, займає керівні посади, а живе тільки для натоптування черева, байдужий, як колода, до долі свого народу, його культури, мови. |

## Вшанування пам'яті

Пам'ятний хрест на могилі Олексія Тихого на Байковому кладовищі в Києві. Скульптор М.Малишко

У грудні 1997 року в Дружківці було створено Фонд пам'яті Олекси Тихого.
Указом Президента України № 937/2006 від 8.11.2006 р. за громадянську мужність, самовідданість у боротьбі за утвердження ідеалів свободи і демократії та з нагоди 30-ї річниці створення Української Громадської Групи сприяння виконанню Гельсінкських угод Олекса Тихий нагороджений орденом «За мужність» І ступеня (посмертно).
26 січня 2007 року відбулося урочисте відкриття пам'ятної дошки, присвяченої Олексі Тихому в місті Дружківка, та пам'ятної стели на подвір'ї школи № 14 в смт Олексієво-Дружківці Донецької області, де Тихий навчався у 1940-ві роки, а потім і викладав.
16 травня 2007 року в Донецьку, вперше на обласному рівні, в приміщенні Донецької обласної філармонії відбувся великий меморіальний захід з нагоди 80-річчя від народження, 23-ї річниці його загибелі, а також презентації виходу з друку книги «Олекса Тихий. Мова — народ. Висловлювання про мову та її значення в житті народу». Ініціатором та організатором заходу була Донецька обласна організація Всеукраїнського Товариства «Просвіта» ім. Тараса Шевченка за участю обласної бібліотеки ім. Крупської, Донецького національного та Слов'янського державного педагогічного університету.
У травні 2007 року при ДОО ВУТ «Просвіта» імені Тараса Шевченка, у вигляді тематичного об'єднання почало роботу Донецьке обласне товариство імені Олекси Тихого. Голова — Євген Олексійович Шаповалов.
У 2008 році за результатами міського конкурсу «10 знаменитих дружківчан», що проводився міськими газетами «Наша Дружківка» та «Дружківка на долонях» Олексу Тихого визнали найвідомішим дружківцем [Архівовано 9 листопада 2017 у Wayback Machine.].
Товариством ім. Олекси Тихого за сприянням ДОО ВУТ «Просвіта» імені Тараса Шевченка, Донецького осередку Союзу Українок, редакцій газет «Наша Дружківка», «Провінція», видаються книги, та брошури про Тихого, та з його статтями. Так у 2007—2009 роках вийшли 5 книг з серії «Хто ж такий Олекса Тихий?», 2008 рік книжка «Не можу більше мовчати». У 2009 році нарешті побачив світ довгоочікуваний «Словник мовних покручів», матеріали до якого Тихий збирав майже все життя.
Починаючи з 2007 року, ДОО ВУТ «Просвіта» імені Тараса Шевченка, у якому тематичним об'єднанням діє товариство Олекси Тихого, організовує щорічні «Олексині читання», у яких беруть участь учні старших класів загальноосвітніх шкіл Донеччини, студенти, молоді педагоги. Переможці читань преміюються поїздкою до Києва.
Здійснювалися велопробіги під девізом «Стежками Олекси Тихого». У 2011 році велопробіг організовувала Костянтинівська райдержадміністрація.
У 2010 році, за сприянням Товариства О. Тихого, вийшли книжки Олекси Тихого «Шевченко про мову» і «Думки про виховання». До 85-ти річчя зі дня народження Тихого Донецькою ОДА, під редакцією Василя Овсієнка, готується до друку двотомник, до якого входять як статті самого Олексія Івановича, так і свідчення про нього видатних людей.
У 2012 році у приміщенні Донецької обласної філармонії з участю представників влади, народних депутатів, науковців і громадськості відбувся урочистий захід з нагоди виходу двотомника «Олекса Тихий: думки про рідний Донецький край». Двотомник видано за кошти обласного бюджету, тож у продаж він не надходив, а розсилався за визначеним списком одержувачів, зокрема родині Олекси Тихого.
У 2016 році Український інститут національної пам'яті в рамках відзначення 83-х роковин Голодомору в Україні вніс його ім'я до проєкту «Незламні», як відзначення на державному рівні 15 видатних людей, що пройшли через страшні 1932—1933 роки та змогли реалізувати себе.
Вулиці, названі на честь Олекси Тихого, існують у кількох населених пунктах України. Проспект Олекси Тихого — проєкт проспекту, що з'єднає п'ять міст Донецької області: Слов'янськ, Краматорськ, Дружківку, смт Олексієво-Дружківку та Костянтинівку.
27 січня 2017 року на державному рівні в Україні відзначено ювілей — 90 років з дня народження Олекси (Олексія) Тихого (1927—1984), правозахисника, політв'язня радянського режиму, поета, мовознавця, педагога, члена Української гельсінської групи.
У листопаді 2019 року в Києві вулицю Виборзьку перейменовано на честь Олекси Тихого.
З 16 березня 2020 року в Києві станцію швидкісного трамваю «Польова» перейменовано на станцію «Олекси Тихого».